# Wohn- und Wirtschaftsgebäude Am Markt 10

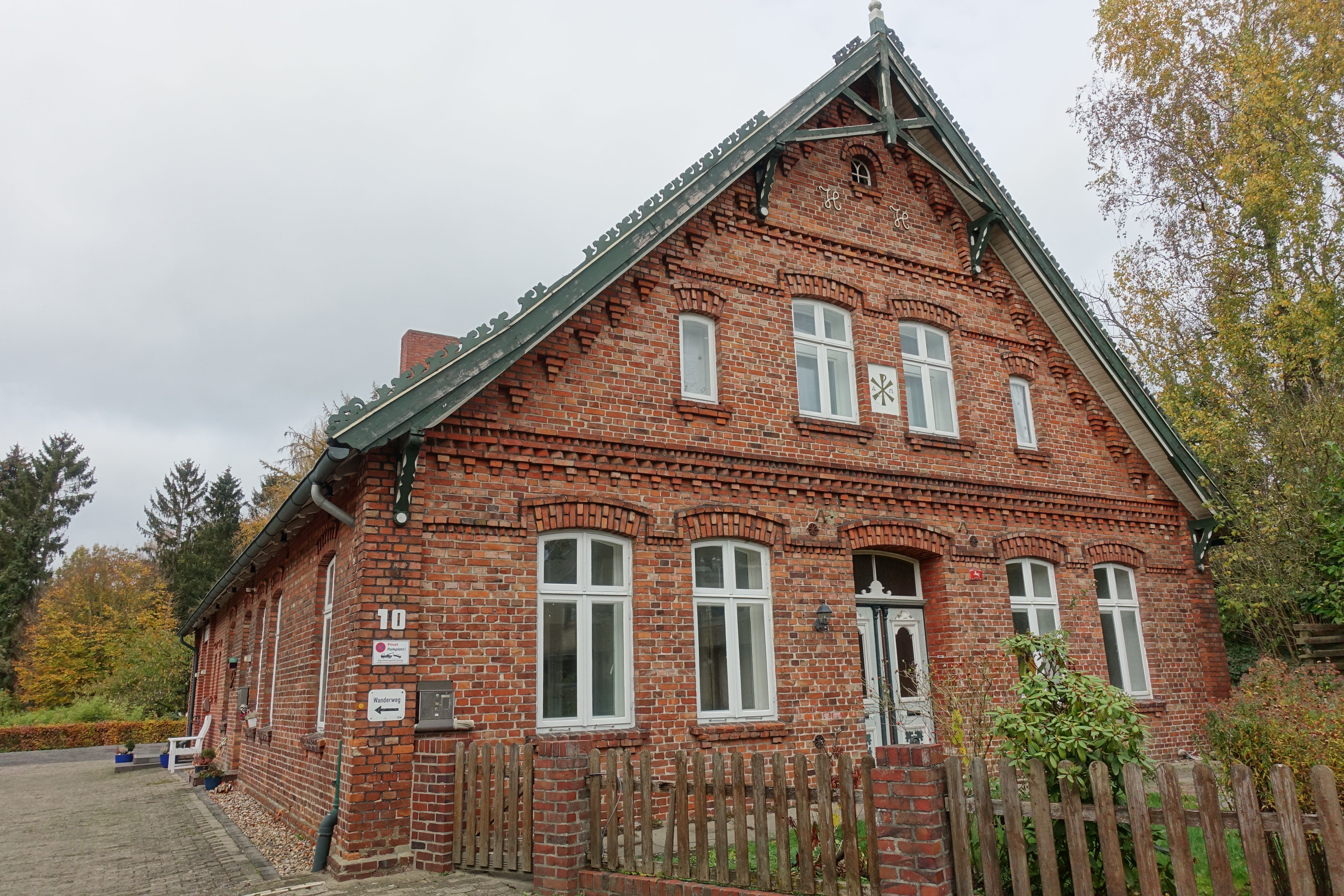
Süd- und Ostfassade (2022)

Das Wohn- und Wirtschaftsgebäude Am Markt 10 in der niedersächsischen Gemeinde Sittensen wurde zum Anfang des 20. Jahrhunderts gebaut. Aktuell (2025) wird es durch die Selbständige Ev.-luth. Christusgemeinde im Pfarrbezirk Sottrum-Sittensen der SELK als Gemeindehaus genutzt.
Das Gebäude steht unter Denkmalschutz (siehe auch Liste der Baudenkmale in Sittensen).

## Geschichte und Beschreibung
Sittensen wurde 1020 erstmals erwähnt und gehört zur Samtgemeinde Sittensen im heutigen Landkreis Rotenburg (Wümme).
Das eingeschossige giebelständige verklinkerte Wohn- und Wirtschaftsgebäude in Backstein, mit ziegelgedecktem Satteldach mit Freigespärre wurde um 1900 gebaut. Die Fassaden wurden durch Dach- und Gurtgesimse sowie segmentbogige Öffnungen mit verzierten Fensterstürzen gestaltet.
Das Landesdenkmalamt befand u. a.: „… stellt einen zeittypischen Bau dar. ….“